# Górno
Górno è un comune rurale polacco del distretto di Kielce, nel voivodato della Santacroce. Ricopre una superficie di 83,26 km² e nel 2006 contava 12 943 abitanti.